# Комсомольский (Грачёвский район)
Комсомольский — посёлок в Грачёвском районе Оренбургской области в составе Таллинского сельсовета.

## География
Находится на расстоянии примерно 27 километров по прямой на северо-восток от районного центра села Грачёвка.

## История
Основан предположительно в годы коллективизации. В 1937 году было 219 жителей.

## Население
Население составляло 73 человека (44 % русские, 26 % татары) по переписи 2002 года, 15 человек по переписи 2010 года.